# NGC 656
NGC 656 é uma galáxia lenticular (SB0) localizada na direcção da constelação de Pisces. Possui uma declinação de +26° 08' 36" e uma ascensão recta de 1 horas, 42 minutos e 27,3 segundos.
A galáxia NGC 656 foi descoberta em 20 de Setembro de 1865 por Heinrich Louis d'Arrest.